# Лихорадка Рифт-Валли
Лихорадка Рифт-Валли (Rift Valley fever (RVF), с англ. — «лихорадка Рифтовой долины», лат. Febris Rift-Vallее) — острое трансмиссивное зоонозное арбовирусное заболевание, в настоящее время попавшее в группу болезней, регулируемых Международными медико-санитарными правилами 2005 года на национальном или региональном уровне. Вирусы-возбудители лихорадки Рифт-Валли относятся к семейству Phenuiviridae рода Phlebovirus вида Rift Valley fever phlebovirus. Распространёны в Южной и Восточной Африке. Вирус обнаружен у комаров Culex pipiens, Eretmapodites chrysogaster, Aedes cabbalus, Aedes circurnluteolus, Culex theiler. В Египет заболевание, возможно, было занесено комарами Culex pipiens. Лихорадка Рифт-Валли относится к группе забытых (пренебрегаемых) болезней.

## История

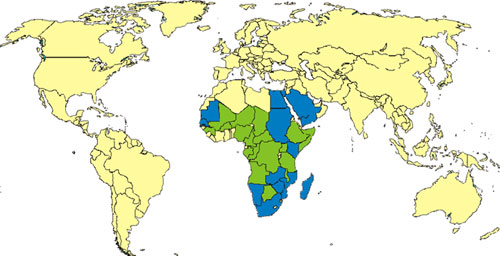
Распространение вируса: голубым цветом обозначены территории с эндемическими заболеваниями и вспышками, зелёным - наблюдаются случаи с различной периодичностью.

Впервые вирус выявлен в 1900-х годах во время расследования эпидемии среди овец на одной ферме в Кении в Великой рифтовой долине, а в 1931 году вирус был впервые выделен. С тех пор эпидемии этого вируса регистрировались в Африке к югу от Сахары и в Северной Африке. В 1997—1998 годах произошла крупная вспышка в Кении, Сомали и Танзании, а в сентябре 2000 года случаи заболевания лихорадкой Рифт-Валли были зарегистрированы в Саудовской Аравии и Йемене. Это стало первым зафиксированным случаем подтверждения появление болезни за пределами Африканского континента.

## Способы заражения
Лихорадкой Рифт-Валли обычно болеют животные, однако возможна передача вируса и человеку:
- большинство случаев инфицирования людей происходит в результате прямых или косвенных контактов с кровью или органами инфицированных животных;
- имеются некоторые фактические данные о возможности инфицирования человека лихорадкой Рифт-Валли при потреблении непастеризованного или сырого молока инфицированных животных;
- инфицирование людей происходит также в результате укусов инфицированных комаров, чаще всего комаров рода Aedes;
- возможна также передача вируса лихорадки Рифт-Валли гематофагами (питающимися кровью мухами).

## Клиническая картина

### Инкубационный период
Инкубационный период длится от 2 до 6 дней. Начало происходит внезапно. Тяжесть заболевания варьирует — от лёгкой до тяжёлой с возможными осложнениями вплоть до летального исхода. Болезнь может развиваться без каких-либо симптомов, либо может развивается лёгкая форма болезни, для которой характерен лихорадочный синдром с внезапным наступлением гриппозной лихорадки, мышечных болей, болей в суставах и головной боли.
Для типичной клинической картины лихорадки Рифт-Валли характерны две степени течения болезни, с тремя подгруппами у второй формы.

### Лёгкая степень
Появляется недомогание, чувство познабливания или озноб, головная боль, ретроорбитальные боли, боли в мышцах всего туловища и конечностях, боль в поясничной области. Температура тела обычно быстро повышается до 38,3-40 °C. Далее наступает ухудшение аппетита, боли в эпигастрии, потеря вкуса, фотофобия. При физикальном обследовании отмечают покраснение лица и инъекцию сосудов конъюнктивы. Температура может повышаться дважды: первичное повышение длится 2-3 дня, за ним следуют ремиссия и повторное повышение температуры.

### Тяжёлая степень
Тяжёлое течение болезни делится на несколько групп в зависимости от того, как будет протекать болезнь, а также возможные осложнения.
В большинстве случаев болезнь протекает не очень тяжело, но у незначительной доли людей развивается гораздо более тяжёлая форма болезни. Обычно она сопровождается появлением одного или нескольких из трёх явных синдромов: болезни глаз (у 0,5-2 % людей), менингоэнцефалита (менее чем у 1 %) или геморрагическая форма (менее чем у 1 %).
- Глазная форма — при этой форме появляются симптомы, обычные для лёгкой формы болезни, но вдобавок поражаются и сетчатки глаз. Как правило поражения глаз происходят через одну-три недели после появления первых симптомов. Заболевшие обычно жалуются на расплывчатое или ослабленное зрение. Через 10-12 недель болезнь может пройти сама по себе без каких-либо длительных последствий. Однако при поражениях желтого пятна (macula) у 50 % пациентов наблюдается постоянная потеря зрения.
- Менингоэнцефалитная форма — эта форма болезни обычно происходит через одну-четыре недели после появления первых симптомов самой болезни. Клинические симптомы включают сильную головную боль, потерю памяти, галлюцинации, спутанность сознания, дезориентацию, головокружение, судороги, летаргию и кому. Позднее могут наступить неврологические осложнения. Смертность среди заболевших этой формой низкая, но остаточный неврологический дефицит, который может быть тяжёлым, встречается часто.
- Геморрагическая форма — самая опасная форма, смертность без правильного лечения достигает 50 %. Симптомы этой формы болезни появляются через два-четыре дня после наступления болезни. Сначала появляются признаки тяжёлого поражения печени, такие как желтуха, затем — признаки кровоизлияний, такие как рвота кровью, кровь в фекалиях, красная сыпь или кровоподтёки, кровотечения из носа и дёсен, меноррагии и кровотечения из мест венепункций. Смерть, как правило, наступает через три-шесть дней после появления симптомов. Вирус в крови заболевших этой формой можно обнаружить в течение 10 дней.

Осложнения при тяжёлых формах, как правило, связаны с геморрагическими проявлениями — генерализованные кровоизлияния или с поражением печени (желтуха). При обширном некрозе печени через 7-10 дней после начала болезни может наступить смерть.
Через 2-7 дней после начала лихорадки возможна потеря зрения, включая световое восприятие. Развиваются отёк желтого пятна, кровоизлияние, васкулит, ретинит и окклюзии сосудов. У 50 % больных острота зрения не восстанавливается.
В периферической крови в начале заболевания количество лейкоцитов не изменяется, но затем развивается лейкопения со снижением общего числа нейтрофильных гранулоцитов и увеличением палочкоядерных форм.

## Дифференциальный диагноз
Необходимо исключить болезнь Найроби и инфекционную катаральную горячку овец(синий язык).

## Лечение
При лёгкой форме возможно лечение на дому без соблюдения специальных мер, при тяжёлой и тем более при геморрагической форме — госпитализация и общая поддерживающая терапия. У больных геморрагической формой обязательно должен проводиться мониторинг состояния печени три раза в сутки. Правильно поставленный диагноз, своевременная госпитализация, а также адекватное и правильное лечение могут существенно снизить шанс смерти при геморрагической форме.

## Прогноз
При лёгкой степени - благоприятный, при тяжёлой - условно благоприятный, при геморрагической форме - условно неблагоприятный. При адекватной поддерживающей терапии прогноз улучшается.